# Lansdowne (Pennsylvania)
Lansdowne ist ein Borough im Delaware County im US-Bundesstaat Pennsylvania. Das U.S. Census Bureau hat bei der Volkszählung 2020 eine Einwohnerzahl von 11.107 auf einer Fläche von 3,1 km² ermittelt. Sie ist Teil der Metropolregion Delaware Valley und ein Vorort von Philadelphia. Lansdowne war einst ein Urlaubsort für die Bewohner von Philadelphia. Die Menschen reisten mit der Bahn und dem Pferd an, um sich in den viktorianischen Häusern des Stadtteils zu erholen. Viele der Häuser wurden inzwischen in Mehrfamilienhäuser umgewandelt.

## Geschichte
In der ersten Hälfte des 19. Jahrhunderts entstand Lansdowne als Weiler im Upper Darby Township an der Kreuzung zweier Landstraßen, der Baltimore Pike (heute im Ortsgebiet die Baltimore Avenue) und der Darby–Haverford Road (inzwischen im Ortsgebiet die Lansdowne Avenue). 1853 wurde durch die West Chester and Philadelphia Railroad eine Bahnverbindung von Philadelphia durch das heutige Ortsgebiet von Lansdowne bis zu einem mittlerweile als Gladstone station, zum Eröffnungszeitpunkt allerdings Kellyville/Kelleyville genannten Bahnhof im äußersten Südwesten des heutigen Gemeindegebiets eröffnet. 1854 wurde diese Strecke westwärts bis Media und 1858 weiter bis West Chester verlängert. 1880 erwarb die durch die Pennsylvania Railroad (PRR) kontrollierte Philadelphia, Wilmington & Baltimore Railroad die Bahnstrecke. Spätestens 1874 war etwa einen Kilometer östlich des ersten Bahnhofs eine zweite Bahnstation auf dem Gemeindegebiet eingerichtet worden, die den Namen Lansdowne erhalten hatte. Die PRR bewarb Lansdowne in den 1880er-Jahren als idealen Wohnsitz für Pendler nach Philadelphia, was zu einem sprunghaften Wachstum der Siedlung führte.
Als Anfang der 1890er-Jahre vorgeschlagen wurde, die Steuern im Upper Darby Township zu erhöhen, um Infrastrukturerweiterungen in Lansdowne zu finanzieren, protestierten zahlreiche Einwohner in den landwirtschaftlich geprägten Teilen des Townships. Bewohner von Lansdowne beantragten daraufhin beim Bundesstaat die Ausgründung des Orts als eigenständige Gemeinde. Dies wurde im Juni 1893 genehmigt.
Die Gemeinde besteht hauptsächlich aus Wohngebieten mit einem kommerziellen Zentrum in der Nähe der Eisenbahnhaltestelle Lansdowne, die heute von Zügen der SEPTA bedient wird.

## Demografie
Nach einer Schätzung von 2019 leben in Lansdowne 10.647 Menschen. Die Bevölkerung teilt sich im selben Jahr auf in 40,8 % Weiße, 50,6 % Afroamerikaner, 0,3 % amerikanische Ureinwohner, 3,0 % Asiaten und 3,0 % mit zwei oder mehr Ethnizitäten. Hispanics oder Latinos aller Ethnien machten 5,6 % der Bevölkerung aus. Das mittlere Haushaltseinkommen lag bei 55.536 US-Dollar und die Armutsquote bei 8,3 %.

## Persönlichkeiten
- Henry Willson (1911–1978), Künstleragent
- Edward Thomas Hughes (1920–2012), römisch-katholischer Bischof
- Leroy Burrell (* 1967), Leichtathlet
- Kurt Vile (* 1980), Musiker